# Conservatoire royal
Pour l'établissement nommé Conservatoire royal de musique, voir Conservatoire royal de musique.
 (janvier 2021).
Le titre conservatoire royal désigne en Belgique l'un des six établissements supérieurs publics d'enseignement de la musique et des arts parlés (théâtre). Ces établissements sont donc a priori destinés à former des élèves de plus de dix-huit ans ayant terminé les humanités et délivrent dans la ligne du processus de Bologne des grades de bachelier (après trois ans d'études) et de master (après deux ans d'études supplémentaires) en respectant le système d'unités de valeur propre au décret de Bologne d'enseignement supérieur. Les conservatoires royaux ne comportent pas de département danse (sauf Anvers).

## Historique
Pendant quelques années, une première réforme dans les années 1990 avait mis les conservatoires royaux au même niveau que les universités leur permettant de délivrer des diplômes de candidat et de licencié en musique, obligeant les élèves à suivre un cursus complet, en remplacement de l'ancien système des « Prix » (Premier Prix, Prix supérieur), où l'élève pouvait faire valider son niveau dans une branche particulière tout en laissant de côté d'autres matières. Le nouveau système possède le grand avantage de favoriser l'intégration des diplômés dans le cadre des emplois publics dans l'Europe entière.

## Établissements
L'accès aux études est subordonné à la réussite d'un examen d'entrée dans la discipline choisie et à la possession du diplôme d'Humanités supérieures, le certificat d'enseignement secondaire supérieur (CESS) en Communauté française, bien que certains élèves très doués puissent y être admis selon des modalités spéciales incluant la poursuite de leurs études secondaires traditionnelles (filière « jeunes talents »).
Il y a en Belgique six conservatoires royaux :
- Communauté française :
  - Conservatoire royal de Liège
  - Conservatoire royal de Mons
  - Conservatoire royal de Bruxelles (section francophone)
- Communauté flamande :
  - Conservatoire royal d'Anvers
  - Conservatoire royal de Gand
  - Conservatoire royal de Bruxelles (section néerlandophone).

Deux établissements libres délivrant également des baccalauréats et des masters sont accessibles aux étudiants désirant se former au niveau supérieur :
- L'Institut royal supérieur de musique et de pédagogie de Namur (IMEP) à Namur ;
- L'Institut Lemmens (Lemmensinstituut) à Louvain.

D'autres établissements portent le titre de conservatoire, tels le Conservatoire Arthur-Grumiaux de Charleroi ou le Conservatoire Balthasar-Florence à Namur, mais appartiennent au même régime que les académies de musique, c'est-à-dire qu'ils accueillent les enfants et les adultes en soirée et le samedi et ne délivrent aucun titre d'enseignement supérieur. Ces établissements comportent un département danse.
La Chapelle musicale Reine Élisabeth, institution privée, située à Argenteuil, près de Waterloo, occupe une place à part. Elle ne délivre pas de diplôme officiel, mais propose un perfectionnement à l'élite des concertistes et des chanteurs, notamment à l'occasion du Concours Reine Élisabeth.

## Anciens titres délivrés par les conservatoires royaux
Jusqu'à la réforme de l'enseignement artistique supérieur de 1999, les conservatoires royaux délivraient des titres qui leur étaient spécifiques. Il s'agissait d'un enseignement de type modulaire où l'avancement dans les différentes matières ne devait pas être simultané. Chaque étape était assortie d'un certain nombre de conditions qui devaient être remplies pour obtenir le titre. Tant que les conditions n'étaient pas toutes remplies, le titre était dit « au frigo ».
Le premier prix et le diplôme supérieur sont assimilés par décret,, aux diplômes de l'enseignement universitaire, respectivement au bachelier et au master.

### Premier prix
La première étape diplômante au sein des conservatoires était appelée « Premier prix ». Ce qui équivalait à 80 % des points lors de l'examen de fin d'année. Un « Second prix » équivalait à 70 %, un « Premier accessit » à 60 % et un « Second accessit » à 50 %.
Notons que l'obtention d'un « Premier prix » était le critère minimum pour pouvoir se déclarer « Diplômé du conservatoire ».

### Diplôme supérieur
Anciennement appelé « Diplôme de capacité », ce diplôme était accessible aux étudiants ayant obtenu un Premier prix. Il pouvait être accompagné d'une médaille d'argent ou de vermeil.

### Diplôme de virtuosité
L'accomplissement ultime au sein d'un Conservatoire.